# Hamoun-e-Saberi

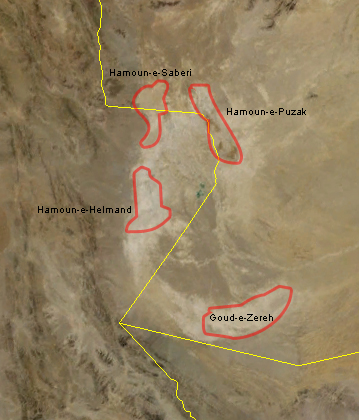
Afbeelding van de locatie van de 3 Hamouns en de Goud-e-Zereh in 2004, ten tijde dat alle meren zijn opgedroogd

Het Hamoun-e-Saberi is een meer op de grens van de landen Afghanistan en Iran. Dit meer is onderdeel van een belangrijk draslandsysteem, dat bestaat uit drie meren of hamouns, Hamoun-e-Puzak, Hamoun-e-Saberi en Hamoun-e-Hirmand. Hamoun-e-Saberi en Hamoun-e-Hirmand staan beide op de Ramsarlijst van belangrijke draslanden.
Het Hamoun-e-Saberi wordt elk jaar (bij)gevuld door water van de rivier de Farah. Op de hieronder gelinkte satellietfoto is te zien hoe het meer de afgelopen jaren te lijden had van de droogte, het meer staat droog. Het meer is te herkennen aan de lichte kleur, waar het omgeven is door bruine en groene vlakken. 